# Мар дел Плата
Мар дел Плата (шп. Mar del Plata) је град у Аргентини у покрајини Буенос Ајрес. Према процени из 2005. у граду је живело 563.748 становника. Смештен је на обали Атлантског океана, 400 километара јужно од Буенос Ајреса. Представља главно приморско летовалиште у Аргентини и једну од најважнијих рибарских лука.

## Географија

### Клима
| Клима (Мар дел Плата)      | Клима (Мар дел Плата) | Клима (Мар дел Плата) | Клима (Мар дел Плата) | Клима (Мар дел Плата) | Клима (Мар дел Плата) | Клима (Мар дел Плата) | Клима (Мар дел Плата) | Клима (Мар дел Плата) | Клима (Мар дел Плата) | Клима (Мар дел Плата) | Клима (Мар дел Плата) | Клима (Мар дел Плата) | Клима (Мар дел Плата) |
| Показатељ \ Месец          | .Јан.                 | .Феб.                 | .Мар.                 | .Апр.                 | .Мај.                 | .Јун.                 | .Јул.                 | .Авг.                 | .Сеп.                 | .Окт.                 | .Нов.                 | .Дец.                 | .Год.                 |
| -------------------------- | --------------------- | --------------------- | --------------------- | --------------------- | --------------------- | --------------------- | --------------------- | --------------------- | --------------------- | --------------------- | --------------------- | --------------------- | --------------------- |
| Средњи максимум, °C (°F)   | 26,8 (80,2)           | 26,3 (79,3)           | 24,1 (75,4)           | 20,7 (69,3)           | 16,8 (62,2)           | 13,3 (55,9)           | 12,9 (55,2)           | 14,3 (57,7)           | 16 (61)               | 19 (66)               | 22,2 (72)             | 24,3 (75,7)           | 26,8 (80,2)           |
| Просек, °C (°F)            | 20,9 (69,6)           | 20,4 (68,7)           | 18,1 (64,6)           | 14,7 (58,5)           | 11 (52)               | 7,3 (45,1)            | 5,7 (42,3)            | 7,9 (46,2)            | 10,5 (50,9)           | 13,3 (55,9)           | 16,2 (61,2)           | 18,6 (65,5)           | 13,72 (56,71)         |
| Средњи минимум, °C (°F)    | 15 (59)               | 14,7 (58,5)           | 12,7 (54,9)           | 9,4 (48,9)            | 4 (39)                | 1 (34)                | 3 (37)                | 1 (34)                | 3 (37)                | 6,7 (44,1)            | 10,5 (50,9)           | 12,8 (55)             | 1 (34)                |
| Количина падавина, mm (in) | 110,6 (43,54)         | 67,6 (26,61)          | 98,9 (38,94)          | 76,2 (30)             | 80 (31,5)             | 40,9 (16,1)           | 55,8 (21,97)          | 54,8 (21,57)          | 54,3 (21,38)          | 90,2 (35,51)          | 81,7 (32,17)          | 110 (43,3)            | 921 (362,59)          |
| [ тражи се извор ]         |                       |                       |                       |                       |                       |                       |                       |                       |                       |                       |                       |                       |                       |

## Становништво
Према процени, у граду је 2005. живело 563.748 становника.
| 1980.   | 1991.   | 2001.   |
| ------- | ------- | ------- |
| 414.696 | 512.809 | 541.733 |

## Партнерски градови
- Соренто
- Виња дел Мар
- Форт Лодердејл
- Бари
- Порто Реканати
- Тјенцин
- Хавана
- Коруња
- Искија
- Бијариц
- Санкт Петербург
- Палма де Маљорка
- Канкун
- Сан Бенедето дел Тронто
- Ачиреале
- Салцано
- Општина Бенито Хуарез